# Ammothea bentartica
Ammothea bentartica är en havsspindelart som beskrevs av Munilla-León, T. 200. Ammothea bentartica ingår i släktet Ammothea och familjen Ammotheidae.
Artens utbredningsområde är Södra Ishavet. Inga underarter finns listade i Catalogue of Life.